# 刘恩兰
刘恩兰（1905年—1986年），女，山东潍县人，中国海洋学家，曾任中国海洋学会常务理事，第三、四、五届全国政协委员。